# راي شابمان
راي شابمان (بالإنجليزية: Ray Chapman)‏ هو لاعب كرة قاعدة أمريكي، ولد في 15 يناير 1891 في مقاطعة أوهايو في الولايات المتحدة، وتوفي في 17 أغسطس 1920 في نيويورك في الولايات المتحدة بسبب إصابة الرأس.

## وصلات خارجية
- راي شابمان على موقع دوري كرة القاعدة الرئيسي (الإنجليزية)
- راي شابمان على موقعبيزبول رفرنس.كوم (الدوري الرئيسي) (الإنجليزية)
- راي شابمان على موقعبيزبول رفرنس.كوم (الدوري الثانوي) (الإنجليزية)
- راي شابمان على موقع جمعية أبحاث البيسبول الأمريكية (الإنجليزية)
- راي شابمان على موقع إي إس بي إن.كوم (أم.أل.بي) (الإنجليزية)
- راي شابمان على موقع مشجعي الرسوم البيانية (الإنجليزية)
- راي شابمان على موقع إن إن دي بي (الإنجليزية)